# Une journée en enfer
Pour les articles homonymes, voir Marche ou crève.
Série Die Hard
58 Minutes pour vivre
(1990) Die Hard 4 : Retour en enfer
(2007)
Pour plus de détails, voir Fiche technique et Distribution.
Une journée en enfer ou Marche ou crève : Vengeance définitive au Québec (Die Hard with a Vengeance) est un film d'action américain réalisé par John McTiernan, sorti en 1995.
C'est le troisième film de la saga Die Hard.
Le film se déroule à New York en 1995. Un magasin est soufflé par l'explosion d'une bombe. L'attentat est revendiqué par un inconnu se faisant appeler Simon. Celui-ci exige que le lieutenant John McClane, alors suspendu de ses fonctions, se livre à un périlleux « Jacques a dit » à travers toute la ville. S'il n'obéit pas aux directives de Simon, d'autres bombes exploseront. Zeus Carver, un électricien et antiquaire afro-américain que McClane a rencontré à Harlem, est embarqué contre sa volonté dans cette journée infernale.
En 1995, il a été le plus gros succès mondial au box-office, avec des recettes cumulées dépassant les 366 millions de dollars.

## Synopsis
New York, 1995. Un magasin est soufflé par l'explosion d'une bombe. L'attentat est revendiqué par un inconnu se faisant appeler Simon. Celui-ci exige que le lieutenant John McClane, alors suspendu de ses fonctions, se livre à un périlleux « Jacques a dit » à travers toute la ville. S'il n'obéit pas aux directives de Simon, d'autres bombes exploseront. Malheureusement, John souffre de la gueule de bois ; il est déposé en plein cœur de Harlem par ses collègues et doit porter une pancarte comme convenu avec Simon.
Zeus Carver, un électricien et antiquaire afro-américain à Harlem, découvre le policier déguisé en homme-sandwich en face de sa boutique avec la pancarte « Je hais les nègres ». Il va à sa rencontre pour lui demander des explications et le sauve d'un lynchage public pour racisme. Plus tard, on apprendra que la bombe en question était cachée à Chinatown, un mélange de deux produits qui la rend explosive. John déforme un peu l'information pour convaincre Zeus de rester avec lui, car Simon veut que ce dernier fasse partie du jeu et doivent tous deux se rendre à une cabine téléphonique. Là-bas, un petit défi leur est proposé dans lequel ils échouent, sans conséquence heureusement (vu que Simon n'a pas dit « Jacques a dit »). Mais Simon leur propose sérieusement de traverser tout Manhattan jusqu'à la station de métro de Wall Street en moins de 30 minutes.
Comprenant qu'il est impossible de relever le défi dans les conditions actuelles de circulation, John et Zeus réquisitionnent un taxi, traversent Central Park, puis simulent une urgence pour permettre de se coller aux pompiers. Mais cela ne suffira pas, John décide de prendre le métro, tandis que Zeus continue avec le taxi. Dans le métro, John trouve la bombe et celle-ci commence à s'armer. Zeus arrive enfin au téléphone de la station de métro de Wall Street avant l'arrivée du métro piégé. Malheureusement, Simon considère qu'ils n'ont pas réussi le défi d'être tous les deux là à temps et décide de déclencher l'explosion de la bombe. Cette dernière explose après avoir été jetée à l'arrière du métro par John, causant juste des dégâts matériels à la station. John se rend compte que Simon voulait à tout prix faire exploser la bombe, mais qu'il a réussi à limiter les dégâts. Grâce au FBI arrivé sur les lieux, John découvre que le Simon en question est le frère de Hans Gruber et qu'il cherche à venger son frère. À ce moment-là, Simon annonce qu'il a placé une bombe dans une des très nombreuses écoles de New York et oblige John et Zeus à se rendre à pied dans un parc à 3 km pour un nouveau défi. Les deux hommes se mettent en route, tandis que toutes les autorités de New York vont fouiller les écoles mais ne peuvent communiquer que par le standard au lieu des radios auxquelles les détonateurs sont sensibles. À partir de ce moment-là, Simon, qui les observe mordre à l'hameçon, lance son équipe au travail.
Une fois que la plupart des policiers ont quitté les lieux, une dizaine de gros camions de travaux publics menés par Simon arrivent à Wall Street et celui-ci rejoint l'inspecteur Walsh resté sur place pour lui demander d'indiquer à ses collaborateurs le chemin de la station de métro afin de constater les dégâts. La fausse équipe des travaux publics dirigée par Targo investit la station de métro et tue l'inspecteur avant de commencer à creuser un trou vers le sous-sol de la réserve fédérale, tandis que Simon à la tête d'une seconde équipe investit sans difficulté la réserve fédérale : les deux équipes se rejoignent au sous sol. Les mercenaires chargent les 140 milliards de dollars en lingots d'or dans les camions et s'en vont.
Pendant ce temps, John et Zeus arrivent au parc. Ils y découvrent une mallette mais celle-ci comporte un défi piégé qu'ils doivent résoudre et réussissent de justesse. Simon leur propose comme nouveau défi de se rendre au Yankee Stadium en essayant de résoudre une énigme dont la clé est la moitié de 42. A ce moment-là, John surprend deux gamins à vélo qui ont volé des confiseries et a un éclair de lucidité quand ces derniers lui disent que c'est un bon jour pour braquer une banque sans la police dans le coin. John et Zeus réquisitionnent les vélos et retournent à Wall Street, là où il n'y a pas d'école. John décide de faire une petite visite dans la réserve fédérale tandis que Zeus s'approche des trois faux policiers encore présents pour leur remettre la mallette piégée. Ces derniers sont au téléphone avec Simon qui décide d'éliminer John dans la réserve, mais veut laisser partir Zeus. Les faux policiers s'en vont avec la mallette remise par Zeus, tandis que ce dernier va dans la station de métro, pendant que John élimine les mercenaires encore présents dans la banque, avant de retrouver Zeus dans les sous-sols. Ils comprennent que le braquage a lieu et décident de retrouver le convoi de camions en voiture. Au cours de la poursuite, les deux hommes comprennent qu'ils doivent chercher l'identité du vingt-et-unième président des Etats-Unis.
Simon fait fuiter l'information à la radio bloquant le standard du 911, empêchant ainsi les communications de la police. John doit se débrouiller seul avec Zeus. Les deux hommes découvrent que les camions ont emprunté l'aqueduc, un tunnel encore en construction, pour sortir discrètement de Manhattan. John et Zeus se séparent, le premier empruntant le tunnel à leur poursuite et le second se rendant au stade pour le défi avec Simon. John met la main sur un des camions non sans éliminer les tueurs à bord et découvrant par la même occasion l'identité du vingt-et-unième président, Chester Alan Arthur. De son côté, Zeus arrive au stade, mais il découvre un message, « game over » et est sans le savoir dans la ligne de mire de tueurs présents qui le laissent finalement partir mais vont le suivre.
Le convoi sort enfin du tunnel, mais Simon découvre que John a volé le dernier camion, ce qui provoque des tensions entre lui et Targo. Simon décide de faire sauter le barrage dans le tunnel pour le noyer avec la mallette piégée. John réussit à sortir de ce piège en étant éjecté du tunnel et est récupéré par Zeus en voiture. Mais les tueurs du stade les poursuivent en voiture. John et Zeus réussissent à les neutraliser et trouvent sur eux des pièces pour le péage du pont. Arrivés sur le pont, les deux hommes descendent pour atterrir sur le cargo qui a récupéré les chargements des camions. Zeus est capturé par Simon, tandis que John affronte Targo et le neutralise mais sans le tuer.
La police découvre que la bombe est cachée dans l'école de Chester Arthur. Ne pouvant par la désamorcer, ils évacuent rapidement l'école. Mais des enfants traînent encore dans les étages et les inspecteurs Lambert et Kowalski risquent leur vie pour les sauver. Heureusement la bombe est factice, seulement chargée de sirop d'érable. La vraie bombe se trouve sur le bateau. John rencontre enfin Simon qui lui fait comprendre que la fausse bombe dans l'école est une diversion pour occuper la police et compte faire exploser le bateau en faisant disparaitre tout l'or. John et Zeus se retrouvent attachés à la bombe sur le bateau, mais Simon laisse une boite d'aspirine à John pour sa gueule de bois avant de partir. De son côté, Targo découvre qu'il a été doublé, mais est éliminé par sa propre compagne, Katya : l'or n'est pas sur le bateau et l'explosion est une autre diversion pour que Simon puisse s'enfuir avec la vraie cargaison toujours dans les camions. John et Zeus réussissent in extremis à s'échapper tandis que le bateau explose.
Une fois récupéré avec Zeus, John annonce à ses collègues qu'ils ont perdu la partie, Simon est parti avec tout l'or. Zeus qui est au courant des problèmes conjugaux de son ami demande qu'on lui passe des pièces pour qu'il téléphone à sa femme Holly avant qu'on l'emmène à l'hôpital. Mais au moment où il appelle, il découvre sur la boite d'aspirine que lui a laissé Simon le nom du magasin : Nord des Lignes.
Le soir, alors que les mercenaires fêtent leur victoire dans leur base (à proximité du magasin au Québec), les autorités lancent l'assaut et les arrêtent. Simon prend la fuite en hélicoptère avec Katya pour traquer l'hélicoptère de John et Zeus. Touché, l'hélicoptère policier se pose, John sort pour détourner l'attention et réussit à abattre l'hélicoptère de Simon qui explose, accroché par les câbles du magasin. John et Zeus partagent un fou rire, mais John doit appeler sa femme en s'attendant à avoir une conversation compliquée.

## Fiche technique
Sauf indication contraire, les informations mentionnées dans cette section peuvent être confirmées par les bases de données cinématographiques IMDb et Allociné,  présentes dans la section « Liens externes ».
- Titre original : Die Hard with a Vengeance
- Titre français : Une journée en enfer
- Titre québécois : Marche ou crève : Vengeance définitive[3]
- Réalisation : John McTiernan
- Scénario : Jonathan Hensleigh, d'après certains personnages créés par Roderick Thorp
- Musique : Michael Kamen
- Direction artistique : John R. Jensen et Woods Mackintosh
- Décors : Jackson De Govia
- Costumes : Joseph G. Aulisi
- Photographie : Peter Menzies Jr.
- Son : Bob Beemer, Joseph A. Brennan, Daniel J. Leahy, Michael Minkler
- Montage : John Wright
- Production : John McTiernan et Michael Tadross
  - Production déléguée : Buzz Feitshans, Robert Lawrence et Andrew G. Vajna
  - Production associée : Robert H. Lemer
  - Coproduction : David Willis et Carmine Zozzora
- Sociétés de production : Cinergi Pictures Entertainment et Twentieth Century Fox
- Sociétés de distribution : Twentieth Century Fox (États-Unis) ; Gaumont Buena Vista International (France)
- Budget : 90 millions de $[2],[4]
- Pays de production :  États-Unis
- Langues originales : anglais, allemand, roumain
- Format : couleur (DeLuxe) (Technicolor) — 35 mm — 2,39:1 (CinemaScope / Panavision (anamorphic) — son Dolby Digital
- Genre : action, policier, thriller
- Durée : 128 minutes
- Dates de sortie[5] :
  - États-Unis, Québec : 19 mai 1995[3]
  - France : 2 août 1995
  - Suisse romande : 4 août 1995[6]
- Classification :
  - États-Unis : interdit aux moins de 17 ans (R – Restricted)[N 1]
  - France : tous publics avec avertissement[7], déconseillé aux moins de 12 ans à la télévision.
  - Québec : 13 ans et plus (violence - langage vulgaire) (13+ / 13 years and over)[3]

## Distribution
- Bruce Willis (VF : Patrick Poivey ; VQ : Jean-Luc Montminy) : le lieutenant John McClane
- Jeremy Irons (VF : Bernard Tiphaine ; VQ : Jean-Marie Moncelet) : Simon Peter Gruber, Peter Crigg
- Samuel L. Jackson (VF : Thierry Desroses ; VQ : Éric Gaudry) : Zeus Carver
- Larry Bryggman (VF : Guy Chapellier ; VQ : François Cartier) : l'inspecteur Arthur Walter Cobb
- Graham Greene (VF : Marc Alfos ; VQ : Marc Bellier) : le détective Joe Lambert
- Colleen Camp (VF : Josiane Pinson ; VQ : Élise Bertrand) : la détective Connie Kowalski
- Anthony Peck (VF : José Luccioni ; VQ : Yves Corbeil) : l'inspecteur Ricky Walsh
- Nicholas Wyman (VF : Bernard Métraux ; VQ : Benoit Rousseau) : Mathias Targo
- Sam Phillips (en) : Katya, la compagne de Targo
- Kevin Chamberlin (VF : Jean-Loup Horwitz ; VQ : Louis-Georges Girard) : Charles « Charlie » Weiss, démineur
- Sharon Washington (VF : Catherine Artigala)  : l'officier Jane
- Stephen Pearlman (VQ : Jacques Brouillet) : Dr. Fred Schiller
- Michael Alexander Jackson : Dexter, le neveu de Carver
- Aldis Hodge : Raymond, le neveu de Carver
- Mischa Hausserman : Mischa
- Edwin Hodge : l'ami de Dexter
- Robert Sedgwick (VF : Maurice Decoster ; VQ : Sébastien Dhavernas) : Rolf
- Tony Halme : Roman
- Bill Christ : Ivan
- Charles Dumas (VQ : Victor Désy) : Andy Cross
- Michael Cristofer (VF : François Siener ; VQ : Jean Brousseau) : Bill Jarvis
- John Doman : le contremaître du chantier
- Richard E. Council : Otto
- Damien Demento : Erik (crédité en tant que Phil Theis)
- Ivan Skoric : l'homme de Targo
- J.R. Horny  (VF : Jean-Claude Sachot ; VQ : Julien Bessette) : Sergent John Turley
- Richard Russell Ramos : le chef du FBI
- Antonia Rey : Mme Stella
- Joe Zaloom  (VF : Michel Fortin ; VQ : Yves Massicotte) : Jerry Parks
- Alan Rickman : Hans Gruber (images d'archives)
- Bonnie Bedelia (VF : Anne Deleuze ; VQ : Hélène Mondoux) : Holly Gennero McClane (caméo vocal)

Sources et légende : Version française (VF) sur Allodoublage. Version québécoise (VQ) sur Doublage Québec

## Production

### Genèse et développement
Deux scénarios ont d'abord été envisagés avant celui utilisé ici. Le premier, écrit par James Haggin est titré Troubleshooter, voyait John McClane en croisière aux Caraïbes avec sa famille aux prises avec de nouveaux terroristes. L'idée est abandonnée quand Piège en haute mer avec Steven Seagal entre en préproduction en 1992. Le second script, écrit par Doug Richardson (scénariste du précédent volet) et John Fasano, avait pour toile de fond la prise de contrôle du métro de Los Angeles. Mais Bruce Willis s'y opposa, jugeant que l'action était trop proche de celle du film précédent, 58 minutes pour vivre, voulant un lieu plus vaste pour l'action principale. Le script utilisé est préalablement nommé Simon Says, écrit par Jonathan Hensleigh qui vient de collaborer avec John McTiernan sur un projet avorté de remake de Capitaine Blood. Le personnage qui sera plus tard Zeus est alors un personnage féminin. Le producteur Joel Silver a un temps voulu utiliser l'intrigue pour L'Arme fatale 3. Le script est ensuite réadapté au style de la série Die Hard. Hensleigh déclare cependant que toute la première heure est quasiment mot pour mot ce qu'il avait écrit à l'origine. Une journée en enfer est alors le premier film de la saga basé sur une script original et non d'après un roman.
Après avoir finalisé le script, Jonathan Hensleigh est longuement interrogé par le FBI, inquiet des précisions présentes dans le scénario concernant la vulnérabilité de la réserve fédérale d'or, la proximité du métro ou l'utilisation de l'aqueduc par les camions, toutes bien trop véridiques à leur goût,.
Le poste de réalisateur est proposé à Danny Cannon, mais il préfère se consacrer à Judge Dredd (1995). John McTiernan, réalisateur du premier film, revient finalement pour ce troisième volet. Il refuse quant à lui de mettre en scène Batman Forever pour faire ce film.

### Attribution des rôles
Sean Connery est pressenti pour incarner le méchant Simon Gruber mais l'acteur décline l'offre, trouvant la cruauté du personnage trop élevée. Les scénaristes se sont par la suite tournés vers un autre acteur britannique, David Thewlis, avant que le rôle ne soit finalement décroché par Jeremy Irons. L'acteur Anthony Peck, qui tient ici le rôle de Ricky Walsh, était déjà présent dans le premier volet, Piège de cristal où il incarnait un policier (on le voit notamment aux côtés d'Al Powell et Dwayne Robinson pendant les négociations). Il joue ici aussi le rôle d'un policier, peut-être le même.
L'acteur Laurence Fishburne est le premier choix pour incarner Zeus. Le rôle revient finalement à Samuel L. Jackson. Il est suggéré par Bruce Willis, avec lequel il vient de tourner Pulp Fiction (1994). Le scénariste Jonathan Hensleigh avait écrit le rôle en pensant à Brandon Lee qui malheureusement mourut accidentellement sur le tournage de The Crow.
Bonnie Bedelia, qui incarne Holly la femme de John McClane dans les deux précédents films, a refusé d'apparaître dans ce troisième film.
La chanteuse Sam Phillips (en) est choisie pour incarner Katya après qu'un producteur a vu l'une de ses pochettes d'album. Bien que son personnage comporte initialement des dialogues, ceux-ci sont finalement supprimés du scénario car la musicienne ne parvenait pas à s'exprimer avec un accent européen.
John McTiernan Sr., le père du réalisateur, incarne ici un pêcheur.

### Tournage
Le film a été tourné du 30 juillet au 21 décembre 1994. Il se déroule principalement à New York, notamment à Manhattan (Central Park, Federal Reserve Bank of New York, Broadway, East Village, Tompkins Square Park), dans le Bronx (Yankee Stadium) et à Brooklyn. Des scènes sont également tournées dans d'autres États : dans le Connecticut (Comté de Fairfield), dans le Maryland (Jessup) et en Caroline du Sud (Beaufort, comté de Berkeley, Charleston, Dorchester).
Durant le tournage, le panneau sandwich que porte Bruce Willis vers le début du film était vierge. Cette décision avait été prise par la production afin de n'offenser personne et de ne pas rencontrer d'obstacle lors de sa diffusion télévisée. Puis, une inscription a finalement été inscrite « I hate everybody » (« je hais tout le monde »). Cette première inscription a servi durant la version initiale du tournage. Finalement, en postproduction, l'inscription a été transformée en « I hate niggers » (« je hais les nègres »). Cette dernière inscription a été définitive puisque c'est celle qui est visible dans la version finale du film. La Fox voulait supprimer cette scène du scénario mais est finalement revenue sur sa décision lorsque le scénariste Jonathan Hensleigh menaça de vendre le scénario à un autre studio.

### Musique
Bandes originales Die Hard
58 minutes pour vivre
(1990) Die Hard 4 : Retour en enfer
(2007)
Michael Kamen revient pour la 3e fois (et dernière) comme compositeur. En plus de ses compositions, la bande originale comprend également des symphonies de Ludwig van Beethoven, ainsi que Les Fonderies d'acier d'Alexandre Mossolov. Dans le film, on peut entendre à plusieurs reprises When Johnny Comes Marching Home, issue du folklore américain, notamment lors de l'attaque de la banque.
En décembre 2012, La-La Land Records réédite une version limitée double album.
Liste des titres
1. Summer in the City – The Lovin' Spoonful (2:44)
2. Goodbye Bonwits (6:28)
3. Got it Covered – Fu-Schnickens (4:13)
4. John and Zeus (3:19)
5. In Front of Kids – Extra Prolific (2:44)
6. Papaya King (5:20)
7. Take A-nother Train (2:55)
8. The Iron Foundry – Alexandre Mossolov (3:08)
9. Waltz of the Bankers (4:13)
10. Gold Vault (march of the ants) (3:45)
11. Surfing in the Aqueduct (2:30)
12. Symphony No. 1 (4th Mvmt., Excerpts) – Johannes Brahms (15:00)
13. Symphony No. 8 (4th Mvmt., Excerpts) – Ludwig van Beethoven (9:46)

## Accueil

### Sortie
John McTiernan voulait repousser la sortie du film car il pensait que le public américain pourrait être sensible à certaines scènes d'action à la suite de l'Attentat d'Oklahoma City survenu en avril 1995, environ un mois seulement avant la sortie américaine du film.
En France, Une journée en enfer est sorti pendant la vague d'attentats sanglants à Paris courant juillet 1995. Cela n'a pas annulé ou reporté sa sortie, malgré toutes les affiches présentes pour l'occasion à Paris et montrant Bruce Willis devant une explosion avec le sous-titre « Un été explosif ! ».

### Accueil critique
Lors de sa sortie en salles, Une journée en enfer obtient un accueil mitigé des critiques : dans les pays anglophones, il obtient 59 % d'avis favorables sur le site Rotten Tomatoes, pour 79 critiques et une moyenne de 5,8⁄10 et un score de 58⁄100 sur le site Metacritic, pour 19 critiques.

### Box-office
Le film n'est pas un immense succès sur le sol américain (100 millions de dollars pour 90 millions de budget). Cependant, le film est un succès total à l'international : il est le meilleur film de l'année 1995 dans le monde en termes de recettes.
| Pays ou région | Box-office        | Date d'arrêt du box-office | Nombre de semaines |
| -------------- | ----------------- | -------------------------- | ------------------ |
| États-Unis     | 100 012 499 $     | 9 juillet 1995             | 8                  |
| France         | 3 458 382 entrées | -                          | -                  |
| Total mondial  | 366 236 538 $     | -                          | -                  |

## Distinctions
Source : Internet Movie Database

### Récompenses

#### 1995
- Goldene Leinwand : écran d'or[N 2]

#### 1996
- BMI Film and TV Awards : prix BMI de la meilleure musique de film pour Michael Kamen

### Nominations

#### 1995
- Awards Circuit Community Awards : meilleure équipe de cascadeurs

#### 1996
- Academy of Science Fiction, Fantasy and Horror Films - Saturn Awards : meilleur film d'action ou d'aventure
- MTV Movie & TV Awards : meilleure scène d'action (Pour le lecteur maniaque à travers l'explosion et le déraillement du métro de New York)

## Éditions en vidéo
En France, le film Une journée en enfer est sorti en DVD le 8 décembre 1999, une édition DVD collector est sortie le 23 avril 2002 et un DVD édition simple est sortie le 30 mai 2003.
Avec l'arrivée du Blu-ray, une édition simple est sortie le 6 mai 2009. Le film est également sorti en VOD le 13 avril 2017.

## Fin alternative
Ce troisième volet de la série dispose d'une fin alternative, disponible sur le DVD. Elle a été rejetée par le studio qui jugeait que McClane était présenté sous un angle trop cruel et menaçant pour un héros d'action. Dans cette fin, Simon Gruber est parvenu à échapper aux autorités et coule désormais une retraite tranquille dans un pays d'Europe de l'Est. John McClane, au chômage, le retrouve et le force à jouer à un jeu d'énigmes avec un M72 LAW dépourvu de système de visée : si Gruber ne trouve pas la réponse, il doit actionner la détente. Sans la visée, il est impossible de distinguer l'avant de l'arrière. Après quelques tours, Simon finit par échouer en pensant retourner l'arme contre McClane, mais c'est l'inverse qui se produit. Le tir le tue sur le coup, et McClane quitte les lieux.